# Мангкханекхоун, Луи-Мари Линг
Луи-Мари Линг Мангкханекхоун (фр. Louis-Marie Ling Mangkhanekhoun; род. 8 апреля 1944, Лаос) — первый лаоский кардинал. Титулярный епископ Акуэ Новэ ин Проконсулари с 30 октября 2000 по 28 июня 2017. Апостольский викарий Паксе с 30 октября 2000 по 16 декабря 2017. Апостольский администратор «Sede Vacante et ad nutum Sanctae Sedis» Апостольского викариата Вьентьяна со 2 февраля по 16 декабря 2017. Апостольский викарий Вьентьяна с 16 декабря 2017 по 23 декабря 2024. Кардинал-священник с титулярной церковью Сан-Сильвестро-ин-Капите с 28 июня 2017. 